# Cachiporra

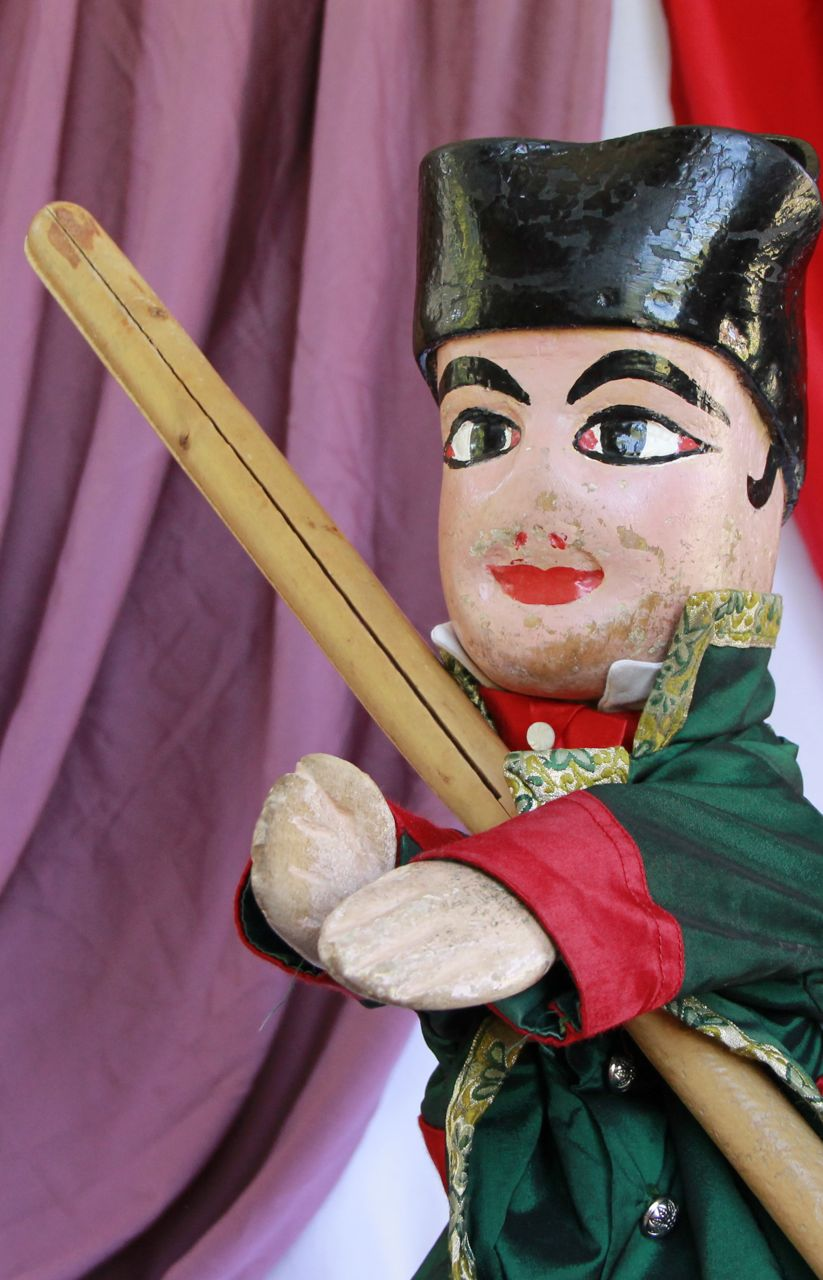
Títere con cachiporra

Se llama cachiporra a un arma contundente que consiste en un palo de madera fuerte o endurecida al fuego. En uno de sus extremos remata con una especie de bola que en algún tiempo se guarneció con puntas de hierro.
Se llaman títeres de cachiporra a los muñecos de guante del teatro de títeres debido a la porra o cachiporra que utiliza el protagonista para defenderse o atacar a sus contrincantes en escena.